# Зачко Олег Богданович
Олег Богданович Зачко (21 липня 1981) — заслужений діяч науки й техніки України, доктор технічних наук, професор.

## Наукова діяльність
Автор більше 100 наукових праць, у тому числі 3 монографії, 5 навчальних посібників.
З 2019 р. — експерт з акредитації освітніх програм Національного агентства із забезпечення якості вищої освіти.
Зараз працює на посаді професора кафедри права та менеджменту у сфері цивільного захисту.
До 2018 року працював заступником начальника кафедри та професором кафедри управління проектами, інформаційних технологій та телекомунікацій
З 2017[джерело не вказане 1475 днів] є головою, а з 2021 року — членом спеціалізованої вченої ради К 35.874.02 у Львівському державному університеті безпеки життєдіяльності з правом прийняття до розгляду та проведення захисту дисертацій на здобуття наукового ступеня кандидата технічних наук за спеціальностями: 05.13.06 — інформаційні технології; 05.13.22 — управління проектами і програмами.
В 2015 році захистив дисертацію на здобуття наукового ступеня доктора технічних наук за спеціальністю «управління проектами та програмами» на тему «Методологія безпеко-орієнтованого управління проектами розвитку складних систем (на прикладі цивільного захисту)».
Проводить дослідження з інформаційних систем та технологій моделювання процесів в складних інфраструктурних об'єктах[джерело не вказане 1475 днів].
Є членом редакційних колегій збірників наукових праць «Вісник Львівського державного університету безпеки життєдіяльності» та «Сучасний стан наукових досліджень та технологій в промисловості».
Науково-педагогічною діяльністю займається з моменту закінчення навчання у 2003 році Львівської комерційної академії.

## Вибрані публікації
- Зачко О. Б. Безпекологічні засади управління інформаційними системами та проектами у цивільному захисті. — монографія. — Львів: вид-во ЛДУ БЖД, 2019. — 325 с.
- Зачко О. Б., Івануса А. І., Кобилкін Д. С. Управління проектами: теорія, практика, інформаційні технології. — Львів: ЛДУ БЖД, 2019. — 173 с.
- Зачко О. Б. Системні засоби управління безпекою в ІТ-проектах / О. Б. Зачко, Ю. П. Рак. — Навчальний посібник. — Львів: Вид-во ЛДУ БЖД, 2014. — 124 с.
- Zachko O. Development of a simulation model of safety management in the projects for creating sites with mass gathering of people / O. Zachko, R. Golovatyi, A. Yevdokymova // Eastern-European Journal of Enterprise Technologies. — 2017. — Vol. 2, Issue 3 (86). — P. 15–24. doi: 10.15587/1729-4061.2017.98135
- Зачко О. Б. Управління освітніми проектами в безпеко-орієнтованих системах засобами віртуального ситуаційного центру / О. Б. Зачко,  Д. С. Кобилкін // Електронне наукове фахове видання «Інформаційні технології і засоби навчання». — Київ, 2018. — № 65. — С. 12 — 24.
- Examining the effect of production conditions at territorial logistic systems of milk harvesting on the parameters of a fleet of specialized road tanks / A . Tryhuba, O. Zachko, V. Grabovets, O. Berladyn, I. Pavlova, M. Rudynets // Eastern-European Journal of Enterprise Technologies. — 2018. — Vol. 5, Issue 3 (95). — P. 59–69. DOI: 10.15587/1729-4061.2018.142227
- Zachko O. B. Discrete-event modeling of the critical parameters of functioning the products of infrastructure projects at the planning stage / O. B. Zachko, D. S. Kobylkin // Materials of 2018 IEEE 13th International Scientific and Technical Conference on Computer Sciences and Information Technologies (CSIT 2018). V. 2. — Lviv: Publisher «Vezha i Ko», 2018. — P. 152—154.
- Financial aspects of stakeholders cross-sector partnership in implementation of communities sustainable development projects / Chortok Yu. V, Yevdokymova A. V, Zachko O. B., Yevdokymov, A. V., Miroshnichenko O. V. // Financial and credit activity-problems of theory and practice. — 2019. — Vol. 3. — Issue. 30. –  P. 517—525. DOI: 10.18371/fcaptp.v3i30.179927. Web of science.
- Зачко О. Б. Мультиагентна модель управління безпекою при плануванні проектів створення об'єктів з масовим перебуванням людей / О. Б. Зачко, Р. Р. Головатий // Вісник Нац. техн. ун-ту «ХПІ»: зб. наук. пр. Сер. : Стратегічне управління, управління портфелями, програмами та проектами = Bulletin of National Technical University «KhPI»: coll. of sci. papers. Ser. : Strategic management, portfolio, program and project management. — Харків: НТУ «ХПІ», 2017. — № 2 (1224). — С. 46-51.
- Зачко О. Б. Інтелектуальне моделювання параметрів продукту інфраструктурного проекту (на прикладі аеропорту «Львів») / О. Б. Зачко // Східно-Європейський журнал передових технологій. –2013. — № 1/10(61). С. 92-94.
- Зачко О. Б. Управління безпекою на стадії планування проектів з масовим перебуванням людей з врахуванням категорії складності / О. Б. Зачко, Д. С. Кобилкін, Р. Р. Головатий // Вісник Національного технічного університету «ХПІ». Серія: Стратегічне управління, управління портфелями, програмами та проектами = Bulletin of the National Technical University «KhPI». Series: Strategic management, portfolio, program and project management: зб. наук. пр. — Харків: НТУ «ХПІ», 2018. — № 2 (1278). — С. 53-58.
- Зачко О. Б. Методологічний базис безпеко-орієнтованого управління проектами розвитку складних систем // Управління розвитком складних систем. К.: вид-во КНУБА. 2015. Вип. 23 (1). С. 51-55.
- Зачко О. Б. Моделі та методи безпеко-орієнтованого управління проектами розвитку складних систем: методологічний підхід / О. Б. Зачко, І. Г. Зачко // Вісник Нац. техн. ун-ту «ХПІ»: зб. наук. пр. Темат. вип. : Стратегічне управління, управління портфелями, програмами та проектами = Bulletin of National Technical University «KhPI»: coll. of sci. papers. Ser. : Strategic management, portfolio, program and project management. — Харків: НТУ «ХПІ», 2016. — № 2 (1174). — С. 86-90.
- Rak Yu.P. Information technologies in strategic management of vital activity safety project portfolios / Yu.P. Rak, V.V. Kovalyshyn, O.B. Zachko, I.G. Barabash, A.I. Ivanusa // Eastern-European journal of enterprise technologies. — 2011. — № 1/5(49). — С. 42-44.
- Зачко О. Б. Моделі, механізми та інформаційні технології портфельного управління розвитком складних регіональних систем безпеки життєдіяльності / О. Б. Зачко. Під заг. ред. Рака Ю. П. — Монографія. — Львів: Вид-во ЛДУ БЖД, 2015. — 126 с.
- Зачко О. Б. Теоретичні підходи до управління безпекою в проектах розвитку складних систем / О. Б. Зачко // Управління розвитком складних систем. — 2015. — № 22. — С. 48–53.
- Козяр М. М. Віртуальний університет (на прикладі ЛДУ БЖД): навчально-методичний посібник / М. М. Козяр, О. Б. Зачко, Т. Є. Рак — Львів: ЛДУ БЖД, 2009. -168 c.
- Zachko O.B. Methods of formation project teams in the system of civil protection / O.B. Zachko, M. Chmiel, P. Chmiel // Technology, computer science, safety engineering. — T. 2. — 2014. — P. 457—464.